# Dere Street
Dere Street ou Deere Street é uma designação moderna de uma estrada romana que corria ao norte de Eboraco (Iorque), cruzando o Stanegate em Corbridge (a Muralha de Adriano foi cruzada em Portgate, logo ao norte) e continuando além do que é hoje a Escócia mais tarde, até a Muralha de Antonino. Partes de sua rota são seguidas por estradas modernas, incluindo a A1, a estrada B6275 através de Piercebridge, onde Dere Street cruza o rio Tees, e a A68 a norte de Corbridge em Northumberland. 
O nome romano da rota não é conhecido atualmente. Seu nome em inglês corresponde ao reino anglo-saxão pós-romano de Deira, por onde passa a primeira parte de seu percurso. Esse reino possivelmente recebeu o nome do rio Derwent, no Condado de Iorque. O termo "rua" deriva de seu sentido do inglês antigo (do latim: via estratos), que se referia a qualquer estrada pavimentada e não tinha nenhuma associação particular com vias urbanas. 

### "Watling Street"
O equivalente romano da Watling Street, a 2ª rota britânica do Itinerário Antonino, compartilhava a estrada principal da Dere Street entre Eboraco e Cataractônio (Catterick) antes de se ramificar para noroeste para se comunicar com Luguválio (Carlisle). Devido a isso, alguns trechos ou a totalidade da Dere Street às vezes são referenciados como "Watling Street", um nome que aparece na edição de 1885-1900 do mapa Ordnance Survey para a vila de Oxnam. Uma pequena parte da antiga rota A68 a norte em Corbridge é chamada Watling Street.